# Vierzy
Vierzy település Franciaországban, Aisne megyében. Lakosainak száma 378 fő (2022. január 1.). Vierzy Chaudun, Longpont, Parcy-et-Tigny, Saint-Rémy-Blanzy, Villemontoire, Villers-Hélon és Bernoy-le-Château községekkel határos.

## Népesség
A település népessége az elmúlt években az alábbi módon változott:
| Lakosok száma | 497  | 376  | 386  | 417  | 443  | 448  | 435  | 421  | 400  | 378  |
|               | 1968 | 1982 | 1999 | 2006 | 2011 | 2015 | 2017 | 2018 | 2020 | 2022 |